# Amílcar Cabral

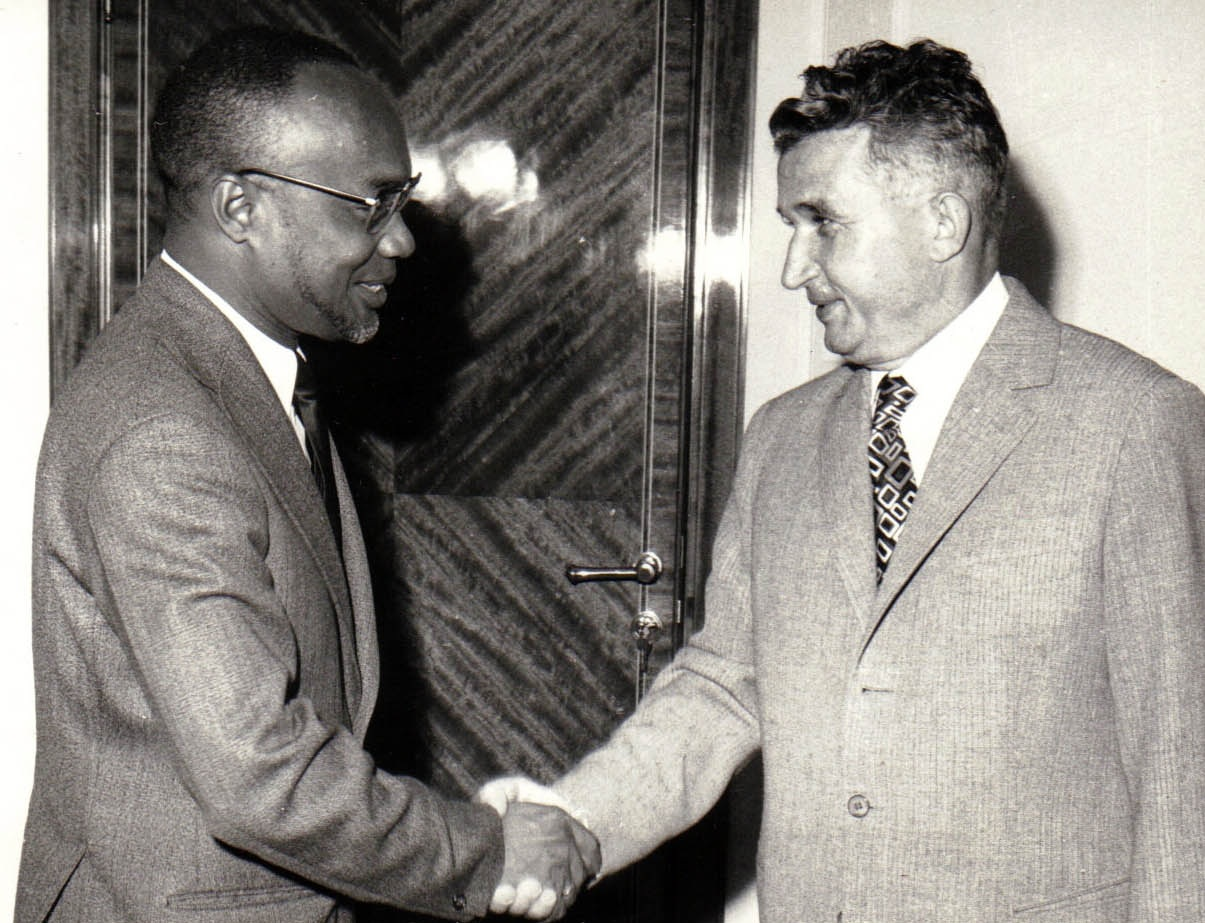
Amílcar Cabral och Nicolae Ceaușescu

Amílcar Cabral, född 12 september 1924 i Bafatá i Guinea-Bissau, död 20 januari 1973 i Conakry, var ledare för Afrikanska partiet för självständighet åt Guinea och Kap Verde (PAIGC), och ledde rörelsen för självständighet från Portugal i Guinea-Bissau. 
1973 mördades han i Guineas huvudstad Conakry, där han bodde. Hans bror Luís de Almeida Cabral blev Guinea-Bissaus första president.

## Biografi
Amilcar Cabral var son till Juvenal Cabral från Kap Verde och Iva Pinhel Évora från Portugisiska Guinea. År 1932 flyttade familjen till Santiago, Kap Verde. Amilcar Cabral började en skola där pappan var lärare. Efter grundskolan flyttade han med sin mor och bröder till São Vicente och började på Lyceum Gil Eanes på och tog studenten 1943. Cabral började arbeta på en tidning i Praia på Santiago. Året därpå fick han ett stipendium för studier vid Lissabons universitet. Han studerade på agronominstitutionen, träffade Anna Maria, en radikal portugisisk kvinna och de gifte sig.

### Lissabon
Cabral kom till Lissabon 1945 och började studera jordbruksteknik på universitetets agronomlinje. Han var med och bildade ”Afrikanska studentföreningen” där det diskuterades fascism, kolonialism och självständighet från kolonialmakterna. Studenterna träffades på ”Casa dos Estudentes do Imperio” (Hemmet för imperiets studenter). 

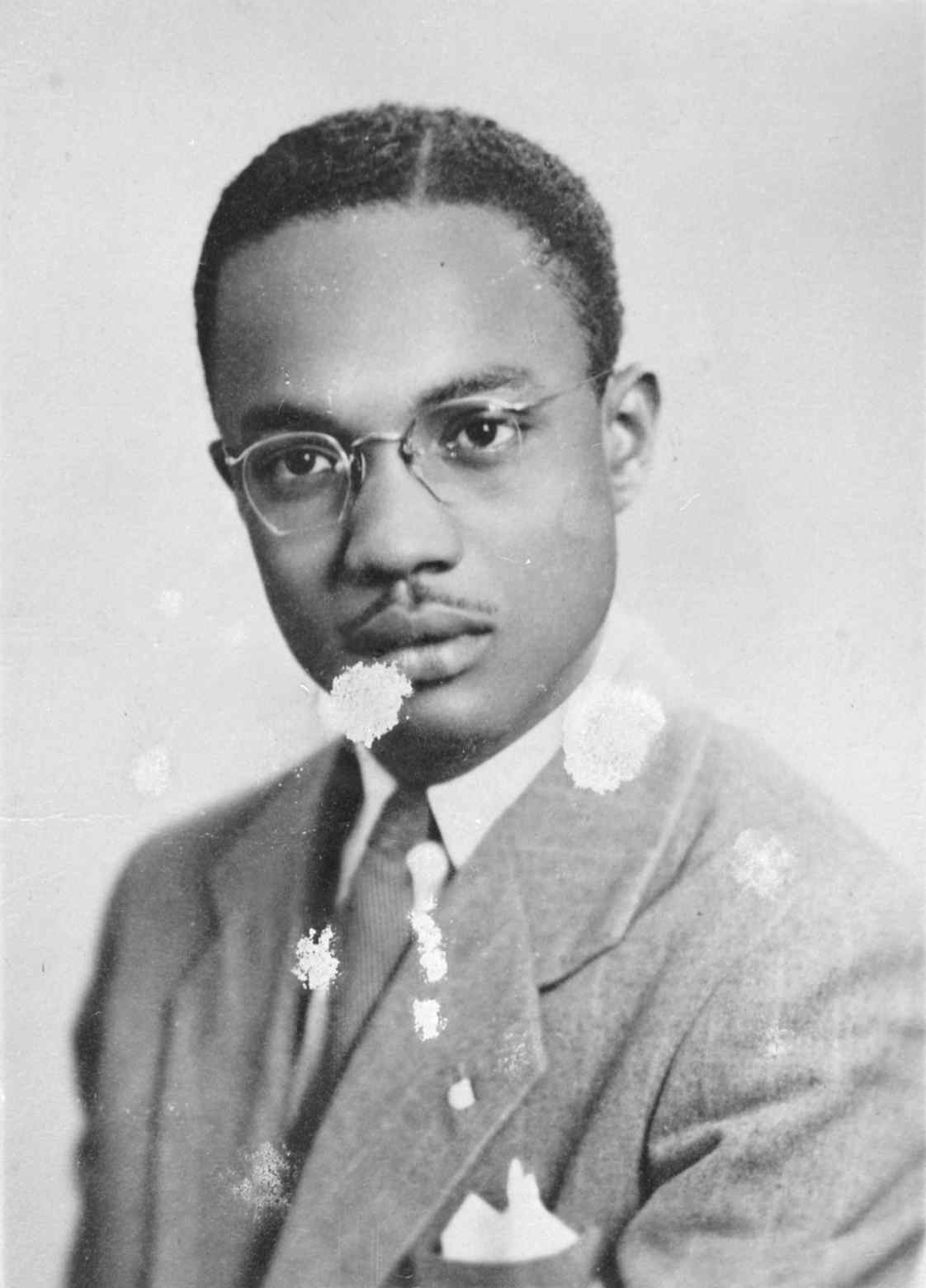
Porträtt av Amilcar Cabral 1948.

Cabral blev vän med Eduardo Mondlane från Moçambique och Agostinho Neto från Angola och tog sin examen i jordbruksteknik är 1950. Hans examensarbete handlade om jorderosion i den fattiga landsbygdsprovinsen Alentejo.
Cabral blev vän med Eduardo Mondlane från Moçambique, Agostinho Neto och Mário Pinto de Andrade från Angola. Hans examensarbete handlade om jorderosion och vattenförsörjning i den torra och fattiga landsbygdsprovinsen Alentejo. Han tog sin examen 1950 och arbetade två år på en lantbruksstation i Santarém.